# A Yankee Princess
A Yankee Princess é um filme mudo de comédia dramática norte-americano de 1919, produzido e distribuído pela Vitagraph Studios e estrelado por Bessie Love. É um filme perdido.